# Lega de Shabunda
Le lega de Shabunda est une langue bantoue faisant partie du continuum linguistique du kilega, parlée en République démocratique du Congo par les Lega, dans le Sud-Kivu, le sud-ouest du Nord-Kivu et le territoire de Pangi au Maniema par 400 000 locuteurs en 1982.

## Nom
Le lega de Shabunda est aussi appelé igonzabale, ileka-igonzabale, kilega, kirega, lega, lega-malinga, leka-igonzabale, rega.

## Dialectes
Les bases de données linguistiques Ethnologue et Glottolog recensent les dialectes suivants pour le lega de Shabunda : Kigala, Kigyoma, Kinyabanga, Kinyamunsange (Pangi), Kisede, Liliga,.

## Similarité lexicale
La base de données linguistique Ethnologue a mesuré les similarités lexicales suivantes du lega de Shabunda avec les langues voisines : 
| Langue         | Code ISO 639-3 | Similarité lexicale |
| -------------- | -------------- | ------------------- |
| Kanu           | khx            | 92 %                |
| Lega de Mwenga | lgm            | 67–81 %             |
| Kwami          | ktf            | 65 %                |
| Bembe          | bmb            | 60 %                |
| Budu           | buu            | 55 %                |
| Mituku         | zmq            | 55 %                |
| Enya (en)      | gey            | 55 %                |
| Zimba (en)     | zmb            | 50 %                |
| Nyanga         | nyj            | 50 %                |
| Hunde          | hke            | 50 %                |
| Kinande        | nnb            | 45 %                |
| Komo           | kmw            | 30 %                |